# Reinhold Hoffmann (Chemiker)
Reinhold Hoffmann (* 3. Dezember 1831 in Großen-Linden; † 16. Juli 1919 in Wiesbaden) war ein deutscher Chemiker und Industriemanager.

## Leben
Reinhold Hoffmann war der Sohn des Pfarrers Christian August Hoffmann (1783–1855) und dessen Ehefrau Johanna Friederike Rhode (1791–1880). Er begann mit einem Studium der Philosophie und beendete an der Justus-Liebig-Universität Gießen sein Chemiestudium. Dabei war er Schüler des Chemikers Justus von Liebig (1803–1873). Mit seiner Dissertation über die Monochloressigsäure und einige ihrer Salze promovierte er 1856 zum Dr. phil. Sein Mentor war August Kekulé (1829–1896). Im selben Jahr begann sein Berufsleben bei der Chemischen Fabrik Oedenwald im Schwarzwald. 1859 ging er zur chemischen Firma  Zimmer, Clemm & Fries in Mannheim, Heidelberg und Neuschloß. Hier blieb er bis 1861, als er Direktor der Ultramarinblau-Fabrik Marienberg wurde. Hier gelang es ihm, die Produktion innerhalb von zehn Jahren zu verdreifachen. 1885 wechselte er zur Chemischen Fabrik Kalle in Biebrich, deren Direktor und späterer Teilhaber er wurde.
Er war beteiligt an der Gründung der Chemischen Fabrik Griesheim-Elektron und deren stellvertretender Aufsichtsratsvorsitzender.
Hoffmann gehörte dem 1877 gegründeten  Verein zur Wahrung der Interessen der chemischen Industrie als Vorstandsmitglied an.